# Chueca (barri)
El barri de Chueca és una zona del barri de Justícia, situat al districte Centre de la ciutat de Madrid (Espanya). Està situat en ple centre de Madrid, al costat de la Gran Via i entre els carrers Fuencarral i Barquillo. Als anys 90 es va convirtir definitivament en el barri gai de Madrid, ja que havia estat escollit progressivament com a lloc d'esbargiment i residència d'una gran part de la comunitat gai i lèsbica madrilenya, des dels anys 80. Al barri es van obrir alguns dels primers locals destinats al públic gai de Madrid, i que en alguns casos hi ha encara, com ara el Café Figueroa o la llibreria Berkana. El barri va passar de ser un clàssic barri madrileny a adquirir el caràcter que té avui, un ambient molt comercial i d'esbargiment, obert i respectuós amb la diversitat de la societat actual. Aquest canvi va estar precedit d'un gran deteriorament als anys 70 degut al tràfic de drogues i la prostitució de carrer, la qual cosa va portar el barri a una profunda degradació i abandonament dels locals comercials fet que va afavorir el traspàs de locals als nous usos, com ara els bars d'ambient gai, que serien el principi del ressorgiment del barri.
L'evolució de Chueca ha estat paral·lela a la seva transformació comercial. Als seus carrerons podem trobar, a banda dels comerços tradicionals, d'altres com ara restaurants moderns, sex shop, saunes, cafès, bars, pubs nocturns i una infinitat de serveis més o menys enfocats a un públic gai com ara botigues de roba, agències de viatges, assessories, clíniques, etc.
Al barri li dona nom una petita placeta dedicada al compositor de sarsuela Federico Chueca. Aquí hi ha l'estació del metro Chueca.
Hi destaquen altres dues places majors, la Plaça del Rei i la Plaça Vázquez de Mella.
Un dels atractius turístics més grans de Chueca són les festes de celebració de l'Orgull Gai, que tenen lloc anualment a finals de juny. Ja s'han convertit en tot un clàssic per a tots els madrilenys o visitants amb ganes de marxa.